# أبو جهل
أبو جهل عمرو بن هشام بن المغيرة بن عبد الله بن عُمَر المخزومي القرشي (68 ق هـ - 2 هـ / 555م - 624 م). كان سيدا من سادات قريش من قبيلة كنانة وكان من أشد المعادين للنبي محمد(صلى الله عليه وسلم) نبي الله، وكنيته أبو الحكم، ولكن الرسول محمد (صلى الله عليه وسلم)كنّاه بأبي جهل  بعد أن كان يُكنى بأبي الحكم، وذلك لقتله امرأة عجوزا طعنا بالحربة من قُبُلها حتى الموت، بسبب جهرها بالإسلام، وهي سمية بنت خياط. وكان أبوه هو هشام بن المغيرة سيد بني مخزوم من كنانة في حرب الفجار ضد قبائل قيس عيلان. قتله عبد الله بن مسعود بن غافل الهذلي في معركة بدر.

## نسبه
- هو: عمرو بن هشام بن المغيرة بن عبد الله بن عمر بن مخزوم بن يقظة بن مرة بن كعب بن لؤي بن غالب بن فهر بن مالك بن النضر بن كنانة بن خزيمة بن مدركة بن إلياس بن مضر بن نزار بن معد بن عدنان.[4]
- أمه: أسماء بنت مخربة بن جندل بن أبير بن نهشل بن دارم بن مالك بن حنظلة بن زيد مناة بن تميم بن مر بن إد بن طابخة بن إلياس بن مضر بن نزار بن معد بن عدنان؛ التميمية.

## زوجاته وأبنائه
تزوج أبو جهل بن هشام المخزومي من أربعة نساء وكان له أربع أولاد ذكور، وأربعة بنات وهم:
- أم مجالد بنت يربوع الهلالية العامرية وولدت له: الصحابي عكرمة بن أبي جهل.
- أم زرارة بنت عمير بن معبد بن زرارة بن عدس الدارمية التميمية وولدت له: أبو علقمة بن أبي جهل واسمه زُرارة قُتِل باليمن في الجاهلية، وأبو حاجب بن أبي جهل واسمه تميم وليس لهما عقب.
- عائشة بنت الحارث بن الربيع بن زياد العبسية الغطفانية وولدت له: علقمة بن أبي جهل ولا عقب له.
- أروى بنت أبي العيص بن أمية بن عبد شمس بن عبد مناف القرشية الكنانية وولدت له: صخرة بنت أبي جهل تزوجها ابن عمها أبي سعيد بن الحارث بن هشام المخزومي. والحنفاء بنت أبي جهل تزوجها سهيل بن عمرو القرشي وولدت له: هند بنت سهيل. وأسماء بنت أبي جهل تزوجها الوليد بن عبد شمس بن المغيرة بن عبد الله المخزومي فولدت له: أم عبد الله بن الوليد. وجويرية بنت أبي جهل تزوجها عتاب بن أسيد بن أبي العيص الأموي فولدت له: عبد الرحمن بن عتاب.

## عمرو بن هشام في دار الندوة
دار الندوة لا يجتمع فيها إلا حكماء قريش وشيوخها الذين تجاوزوا الخمسين من أعمارهم.
ولأن عمرو بن هشام كان حكيما وذا رأي سديد; دخل دار الندوة وهو لا يزال في الخامسة والعشرين من عمره، لذلك سمي أبا الحكم.
وبعد ظهور الإسلام فقد أبو الحكم حكمته وحلمه، فسماه عمه الوليد بن المغيرة أبا جهل وذلك لسرعة غضبه والجهل في لغة العرب ضد الحِلم وهو العفو عند المقدرة، وقيل أن المسلمين سموه بهذا الاسم لشدة عداءه لهم.

## عمرو بن هشام بعد البعثة
في رواية عن عمر بن الخطاب قال: كنت جالسا مع أبي جهل وشيبة ابن ربيعة، فقال أبو جهل: يا معشر قريش! إن محمداً قد شتم آلهتكم وسفه أحلامكم وزعم أن من مضي من آبائكم يتهافتون في النار، ألا! ومن قتل محمداً فله علي مائة ناقة حمراء وسوداء وألف أوقية من فضة!
- قال أبو جهل: «يا معشر قريش، إن محمدا قد أبي إلا ما ترون من عيب ديننا، وشتم آبائنا، وتسفيه أحلامنا، وشتم آلهتنا، وإني أعاهد الله لأجلسن له غدا بحجر ما أطيق حمله - أو كما قال - فإذا سجد في صلاته فضخت به رأسه فأسلموني عند ذلك أو امنعوني، فليصنع بعد ذلك بنو عبد مناف، ما بدا لهم»، قالوا: «والله لا نسلمك لشيء أبدا، فامض لما تريد». فلما أصبح أبو جهل، أخذ حجرا كما وصف ثم جلس لرسول الله ينتظره وغدا رسول الله كما كان يغدو، وكان رسول الله بمكة وقبلته إلى الشام، فكان إذا صلى، صلى بين الركن اليماني والحجر الأسود، وجعل الكعبة بينه وبين الشام. فقام رسول الله يصلي وقد غدت قريش، فجلسوا في أنديتهم ينتظرون ما أبو جهل فاعل. فلما سجد رسول الله احتمل أبو جهل الحجر، ثم أقبل نحوه حتى إذا دنا منه رجع منهزما. منتقعا لونه مرعوبا. قد يبست يداه على حجره. حتي قذف الحجر من يده. فقامت إليه رجال قريش، وقالوا له: «ما لك يا أبا الحكم؟»، قال: «قمت إليه لأفعل به ما قلت لكم البارحة، فلما دنوت منه عرض لي دونه فحل من الإبل لا والله ما رأيت مثل هامته ولا مثل قصرته ولا أنيابه لفحل قط، فهم بي أن يأكلني».
- جاء الأخنس بن شريق قائد بني زهرة إلى أبي جهل ابن هشام بن المغيرة ولما اختلى به سأله قائلاً: «أترى محمداً يكذب؟» فقال أبو جهل: «ما كذب قط وكنا نسميه الأمين ولكن إذا كان في بني هاشم السقاية والرفادة والمشورة ثم تكون فيهم النبوة فأي شيء لبني مخزوم؟».
- ذكر الأمام البغوي في تفسيره أن النبي في المسجد قرأ: بسم الله الرحمن الرحيم ﴿حم ۝١ تَنْزِيلُ الْكِتَابِ مِنَ اللَّهِ الْعَزِيزِ الْعَلِيمِ ۝٢ غَافِرِ الذَّنْبِ وَقَابِلِ التَّوْبِ شَدِيدِ الْعِقَابِ ذِي الطَّوْلِ لَا إِلَهَ إِلَّا هُوَ إِلَيْهِ الْمَصِيرُ ۝٣﴾[6] سورة غافر، الآيات 1-3 وكان الوليد يسمع قرآءته ففطن له رسول الله وأعاد الآية فانطلق الوليد حتى أتى مجلس قومه فقال: «والله لقد سمعت من محمد آنفاً كلاماً ما هو من كلام الإنس ولا من كلام الجن إن له لحلاوة وإن عليه لطلاوة وإن أعلاه لمثمر وإن أسفله لمغدق وإنه يعلو وما يعلى عليه». ثم انصرف إلى منزله فقالت قريش: «صبأ والله الوليد، وهو ريحانة قريش والله لتصبأن قريش كلهم». فقال أبو جهل: «أنا أكفيكموه فانطلق فقعد إلى جنب الوليد حزيناً فقال له الوليد: ما لي أراك حزيناً يا ابن أخي؟» فقال: «وما يمنعني أن أحزن؟ وهذه قريش يجمعون لك نفقة يعينونك على كبر سنك ويزعمون أنك زينت كلام محمد وإنك تدخل على ابن أبي كبشة وابن قحافة لتنال من فضل طعامهم». فغضب الوليد وقال: «ألم تعلم قريش أني من أكثرها مالاً وولداً؟ وهل شبع محمد وأصحابه ليكون لهم فضل؟» ثم قام مع أبي جهل حتي أتي مجلس قومه فقال لهم: «تزعمون أن محمداً مجنون فهل رأيتوه يحنق قط؟» قالوا: «اللهم لا»، قال: «تزعمون أنه كاهن فهل رأيتموه تكهن قط؟» قالوا: «اللهم لا»، قال: «تزعمون أنه كذاب فهل جربتم عليه شيئاً من الكذب؟» قالوا: «لا»، فقالت قريش للوليد: «فما هو؟» فتفكر في نفسه ثم نظر وعبس فقال: «ما هو إلا ساحر أما رأيتموه يفرق بين الرجل وأهله وولده ومواليه فهو ساحر وما يقوله سحر يؤثر». فذلك قول الله تعالى في سورة المدثر بسم الله الرحمن الرحيم ﴿إِنَّهُ فَكَّرَ وَقَدَّرَ ۝١٨ فَقُتِلَ كَيْفَ قَدَّرَ ۝١٩ ثُمَّ قُتِلَ كَيْفَ قَدَّرَ ۝٢٠ ثُمَّ نَظَرَ ۝٢١ ثُمَّ عَبَسَ وَبَسَرَ ۝٢٢ ثُمَّ أَدْبَرَ وَاسْتَكْبَرَ ۝٢٣ فَقَالَ إِنْ هَذَا إِلَّا سِحْرٌ يُؤْثَرُ ۝٢٤ إِنْ هَذَا إِلَّا قَوْلُ الْبَشَرِ ۝٢٥﴾[7] سورة المدثر، الآيات 18-25.

## دوره في محاولة قتل النبي محمد
قال أبو جهل: «والله إن لي فيه رأيا ما أراكم وقعتم عليه بعد». قالوا: «وما هو يا أبا الحكم؟» قال: «أرى أن نأخذ من كل قبيلة فتي شابًا جليدًا نَسِيبا وَسِيطًا فينا، ثم نعطي كل فتى منهم سيفًا صارمًا، ثم يعمدوا إليه، فيضربوه بها ضربة رجل واحد، فيقتلوه، فنستريح منه، فإنهم إذا فعلوا ذلك تفرق دمه في القبائل جميعًا، فلم يقدر بنو عبد مناف على حرب قومهم جميعًا، فرضوا منا بالعَقْل، فعقلناه لهم».

## مقتله

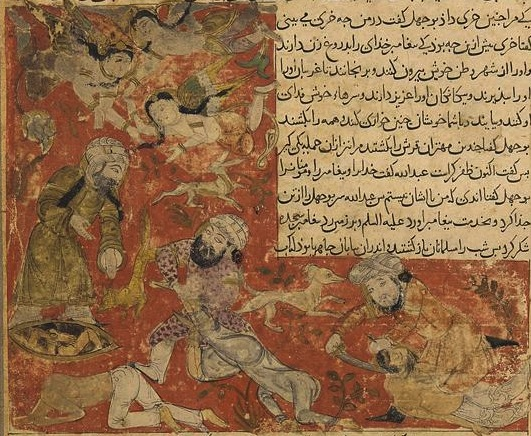
رسم قديم لمقتل أبو جهل في يوم بدر

عمرو ابن هشام وهو من ألد المشركين يوم بدر فقد قرر كبير القوم عتبة بن ربيعة الانسحاب والعودة إلى مكة وقال: «لا يشق القوم إلا ابن الحنظلية»، يقصد أبا جهل، وهو ما حصل إذ رد عليه أبو جهل بوساطة حكيم بن حزام وقال: «لقد جبن ابن ربيعة لأن ابنه أبو حذيفة بن عتبة بن ربيعة في جيش محمد، فلا نرجع حتى نرد ماء بدر وتعزف القيان وتدق الطبول وتسمع بنا العرب». فجرحه يوم بدر معوذ ومعاذ أبناء عفراء وقد كانا في حوالي السادسة عشر من عمرهما وقتله عبد الله بن مسعود الهذلي وأجهز عليه وقطع رأسه. فسأله أبو جهل قبل موته: «لمن الغلبة اليوم؟» فرد عليه عبد الله ابن مسعود: «لله ورسوله يا عدو الله»، فرد عليه أبو جهل: «لقد ارتقيت مرتقىً صعبا يا رويعي الغنم».
قال ابن إسحاق قال معاذ بن عمرو بن الجموح: "سمعت القوم، وأبو جهل في مثل الحَرَجَة والحرجة: الشجر الملتف، أو شجرة من الأشجار لا يوصل إليها، شبه رماح المشركين وسيوفهم التي كانت حول أبي جهل لحفظه بهذه الشجرة وهم يقولون: أبو الحكم لا يخلص إليه، قال: فلما سمعتها جعلته من شأني فصمدت نحوه، فلما أمكنني حملت عليه، فضربته ضربة أطَنَّتْ قدمه أطارتها بنصف ساقه، فوالله ما شبهتها حين طاحت إلا بالنواة تَطِيحُ من تحت مِرْضِخَة النوي حين يضرب بها. قال: وضربني ابنه عكرمة على عاتقي فطرح يدي، فتعلقت بجلدة من جنبي، وأجهضني القتال عنه، فلقد قاتلت عَامَّةَ يومي وإني لأسحبها خلفي، فلما آذتني وضعت عليها قدمي، ثم تَمَطَّيْتُ بها عليها حتي طرحتها، ثم مر بأبي جهل وهو عَقِيرٌ مُعَوِّذ ابن عفراء فضربه حتى أثبته، فتركه وبه رَمَق، وقاتل معوذ حتى قتل.
ولما انتهت المعركة قال رسول الله: "من ينظر ما صنع أبو جهل؟" فتفرق الناس في طلبه، فوجده عبد الله بن مسعود وبه آخر رمق، فوضع رجله على عنقه وأخذ لحيته ليحتز رأسه، وقال: "هل أخزاك الله يا عدو الله؟" قال: "وبماذا أخزاني؟ أأعمد من رجل قتلتموه؟ أو هل فوق رجل قتلتموه؟" وقال: "فلو غير أكَّار قتلني"،  ثم قال: "أخبرني لمن الدائرة اليوم؟" قال: "لله ورسوله"، ثم قال لابن مسعود وكان قد وضع رجله على عنقه: "لقد ارتقيت مرتقى صعبًا يا رُوَيْعِيَ الغنم"، وكان ابن مسعود من رعاة الغنم في مكة. فاحتز ابن مسعود رأسه، وجاء به إلى رسول الله، فقال: "يا رسول الله، هذا رأس عدو الله أبي جهل، فقال: "الله الذي لا إله إلا هو؟" فرددها ثلاثًا، ثم قال: "الله أكبر، الحمد لله الذي صدق وعده، ونصر عبده، وهزم الأحزاب وحده، انطلق أرنيه"، فانطلقنا فأريته إياه، فقال: "هذا فرعون هذه الأمة".

## أبو جهل في السينما والتليفزيون

صورة شخصية أبو جهل (يمين الصورة) بجانب أبو لهب (يسار الصورة) في فيلم هجرة الرسول

- 1951 : فيلم ظهور الإسلام عن فترة ظهور الإسلام وقام بدور أبو جهل الممثل أحمد مظهر
- 1953 : فيلم بلال مؤذن الرسول عن قصة حياة بلال بن رباح بطولة يحيى شاهين وقام بدور أبو جهل الممثل عدلي كاسب
- 1964 : فيلم هجرة الرسول، وقام بدور أبو جهل الممثل عدلي كاسب.[11]
- 1972 : فيلم الشيماء عن قصة حياة الشيماء بطولة سميرة أحمد وقام بدور أبو جهل الممثل علي رشدي
- 1977 : فيلم الرسالة عن قصة حياة حمزة بن عبد المطلب بطولة عبد الله غيث. وقام بدور أبو جهل الممثل حسن الجندي.
- 1978 : مسلسل على هامش السيرة قام بدور أبو جهل الممثل محمد الدفراوي.
- 1979 : مسلسل فرسان الله وقام بدور أبو جهل الممثل إبراهيم عبد الرازق.
- 1981 : مسلسل الكعبة المشرفة وقام بدور أبو جهل الممثل يوسف شعبان.
- 1987 : مسلسل الأنصار، وقام بدور أبو جهل الممثل محمد الدفراوي.
- 1993 : مسلسل الوعد الحق وقام بدور أبو جهل الممثل أحمد ماهر.
- 2006 : مسلسل خالد بن الوليد عن قصة حياة خالد بن الوليد بطولة باسم ياخور. وقام بدور أبو جهل الممثل ناصر وردياني.
- 2008 : مسلسل قمر بني هاشم عن قصة حياة سيدنا محمد بطولة رشيد عساف. وقام بدور أبو جهل الممثل تيسير إدريس.
- 2009 : فيلم الخوافي والقوادم في نصرة الإسلام وقام بدور أبو جهل الممثل عبد الرحمن أبو القاسم.
- 2009 : مسلسل صدق وعده بطولة خالد النبوي. وقام بدور أبو جهل الممثل أيمن زيدان.
- 2012 : مسلسل عمر عن قصة حياة عمر بن الخطاب بطولة سامر إسماعيل. وقام بدور أبو جهل الممثل جواد الشكرجي.

## وصلات خارجية
- موقع نبي الرحمة.